# Nigeria op de Olympische Jeugdzomerspelen 2010
Nigeria nam deel aan de Olympische Jeugdzomerspelen 2010 in Singapore, de eerste editie van de Olympische Jeugdspelen.

## Medailleoverzicht
| Sport                                                                    | Olympiër                                                 | Discipline          | Medaille |
| ------------------------------------------------------------------------ | -------------------------------------------------------- | ------------------- | -------- |
| Atletiek                                                                 | Josephiene Omaka                                         | 100 m (v)           | Goud     |
| Atletiek                                                                 | Nkiruka Florence Nwakwe                                  | 200 m (v)           | Goud     |
| Atletiek                                                                 | Bukola Abogunloko                                        | 400 m (v)           | Brons    |
| Gewichtheffen                                                            | Racheal Ekoshoria                                        | tot 58 kg (v)       | Brons    |
| Als lid van een gemengd landenteam (telt niet mee voor landenklassement) |                                                          |                     |          |
| Atletiek                                                                 | Josehine Omaka Nkiruka Florence Nwakwe Bukola Abogunloko | wisselestafette (v) | Zilver   |

## Deelnemers en resultaten
(m) = mannen, (v) = vrouwen 

### Atletiek
| Olympiër                                                                                    | Discipline          | Resultaat | Prestatie |
| ------------------------------------------------------------------------------------------- | ------------------- | --------- | --- |
| Okeudo Jonathan Nmaju                                                                       | 200 m (m)           | 6e        | 1R serie 1: 21,94 (1e) A-finale: 21,52                                                                                |
| Emmanuel Gyang Gwom                                                                         | 3000 m (m)          | 15e       | kwalificatie: 8.38,45 (14e) B-finale: 8.49,68 (4e)                                                                    |
| Ifeanyi Augustine Nwoye                                                                     | kogelstoten (m)     | 12e       | kwalificatie: 18,02 m pr (12e) (16,84 - 17,80 - 18,02 - 17,76) B-finale: 18, 22 m pr (5e) (17,74 - 18,08 - 18,22 - x) |
| Abiola Olajide                                                                              | verspringen (m)     | 11e       | kwalificatie: 6,78 m (14e) (6,78 - 6,70 - x - 6,55) B-finale: 7,03 (3e) (x - 7,03 - 6,65 - x)                         |
|                                                                                             |                     |           | |
| Josephine Omaka                                                                             | 100 m (v)           | Goud      | 1R serie 5: 11,82 (1e) A-finale: 11,58                                                                                |
| Nkiruka Florence Nwakwe                                                                     | 200 m (v)           | Goud      | 1R serie 1: 23,98 (1e) A-finale: 23,46 pr                                                                             |
| Bukola Abogunloko                                                                           | 400 m (v)           | Brons     | 1R serie 4: 53,06 (1e) A-finale: 52,57 pr                                                                             |
| Nkechi Leticia Chime                                                                        | kogelstoten (v)     | 7e        | kwalificatie: 13,99 m (6e) (13,99 - 13,49 - 13,22 - 13,92) A-finale: 14,16 m pr (7e) (13,64 - 13,00 - 13,04 - 14,16)  |
|                                                                                             |                     |           | |
| Okeudo Jonathan Nmaju + KEN Alfas Kishayas + RSA Ruan Greyling + ZIM Tineshe Samuel Mutanga | wisselestafette (m) | 4e        | F: 1.53,45 |
| Bukola Abogunloko Nkiruka Florence Nwakwe Josehine Omaka + RSA Izelle Neuhoff               | wisselestafette (v) | Zilver    | F: 2.06,19 |

### Badminton
| Olympiër     | Discipline    | Resultaat | Prestatie |
| ------------ | ------------- | --------- | --- |
| Fatima Azeez | enkelspel (v) | 1e ronde  | 1R: groep F (4e) 0-2 TUR Ebru Tunali (9-21, 19-21) 0-2 MAS Su Ya Sonia Cheah (7-21, 10-21) 0-2 MEX Mariana Ugalde (19-21, 14-21) |

### Boksen
| Olympiër       | Discipline    | Resultaat | Prestatie                                                                                    |
| -------------- | ------------- | --------- | -------------------------------------------------------------------------------------------- |
| Muideen Akanji | tot 75 kg (m) | 4e        | HF: verloor van COL Juan Carlos Carillon (0-5) om brons: verloor van HUN Zoltan Harcsa (1-8) |

### Gewichtheffen
| Olympiër          | Discipline    | Resultaat | Prestatie                         |
| ----------------- | ------------- | --------- | --------------------------------- |
| Rachael Ekoshoria | tot 58 kg (v) | Brons     | 190 kg (trekken: 85, stoten: 105) |

### Tafeltennis
| Olympiër                                    | Discipline         | Resultaat   | Prestatie |
| ------------------------------------------- | ------------------ | ----------- | --- |
| Ojo Onaolapo                                | enkelspel (m)      | kwartfinale | 1R: groep F (1e) 3-1 NZL Kevin Wu (11-5, 7-11, 11-8, 11-3) 3-0 KOR Kim Dong-hyun (11-9, 11-6, 14-12) 3-1 ARG Pablo Saragovi (5-11, 11-7, 11-4, 11-2) 2R: groep DD (2e) 3-0 AUT Stefan Leitgeb (11-7, 11-9, 11-3) 0-3 SWE Hampus Soderland (6-11, 7-11, 4-11) 3-2 SIN Zhe Yu Clarence Chew (11-9, 8-11, 11-4, 6-11, 11-7) KF: 2-4 JPN Koki Niwa (11-8, 11-8, 8-11, 9-11, 9-11, 11-13) |
|                                             |                    |             | |
| Ojo Onaolapo + ALG Islem Laid team Afrika-I | gemengd dubbelspel | 1e ronde    | 1R: groep H (4e) 1-2 Egypte OO 2-3 Omar Bedair (11-7, 8-11, 11-8, 6-11, 9-11) IL 0-3 Dina Meshref (3-11, 10-12, 10-12) GD 3-0 (13-11, 11-9, 11-8) 1-2 Intercontinentaal-II OO 3-0 UZB Elmurod Holikov (11-4, 11-4, 11-7) IL 0-3 RUS Yana Noskova (4-11, 6-11, 7-11) GD 0-3 (6-11, 7-11, 8-11) 1-2 Singapore OO 3-1 Zhe Ye Clarence Chew (2-11, 11-8, 11-6, 11-6) IL 0-3 Isabelle Siyun Li (3-11, 2-11, 4-11) GD 0-3 (2-11, 5-11, 9-11) 2R B-fase: PanAmerika-I Afrika-I trok zich terug |

### Worstelen
| Olympiër          | Discipline                 | Resultaat | Prestatie |
| ----------------- | -------------------------- | --------- | --- |
| Christiana Victor | vrije stijl, tot 60 kg (v) | 6e        | groep B 3-0 GUI Aminata Souare 3-0 NZL Tayla Ford 1-3 RUS Svetlana Lipatova 1-3 MGL Battsetseg Baatarzorig 5e/6e plaats 1-3 USA Jenna Rose Burkert |

Afghanistan · Albanië · Algerije · Amerikaanse Maagdeneilanden · Amerikaans-Samoa · Andorra · Angola · Antigua en Barbuda · Argentinië · Armenië · Aruba · Australië · Azerbeidzjan · Bahama's · Bahrein · Bangladesh · Barbados · België · Belize · Benin · Bermuda · Bhutan · Bolivia · Bosnië en Herzegovina · Botswana · Brazilië · Britse Maagdeneilanden · Brunei · Bulgarije · Burkina Faso · Burundi · Cambodja · Canada · Centraal-Afrikaanse Republiek · Chili · China · Chinees Taipei · Colombia · Comoren · Congo-Brazzaville · Congo-Kinshasa · Cookeilanden · Costa Rica · Cuba · Cyprus · Denemarken · Djibouti · Dominica · Dominicaanse Republiek · Duitsland · Ecuador · Egypte · El Salvador · Equatoriaal-Guinea · Eritrea · Estland · Ethiopië · Fiji · Filipijnen · Finland · Frankrijk · Gabon · Gambia · Georgië · Ghana · Grenada · Griekenland · Groot-Brittannië · Guam · Guatemala · Guinee · Guinee‑Bissau · Guyana · Haïti · Honduras · Hongarije · Hongkong · Ierland · IJsland · India · Indonesië · Irak · Iran · Israël · Italië · Ivoorkust · Jamaica · Japan · Jemen · Jordanië · Kaaimaneilanden · Kaapverdië · Kameroen · Kazachstan · Kenia · Kirgizië · Kiribati · Koeweit · Kroatië · Laos · Lesotho · Letland · Libanon · Liberia · Libië · Liechtenstein · Litouwen · Luxemburg · Macedonië · Madagaskar · Malawi · Malediven · Maleisië · Mali · Malta · Marshalleilanden · Marokko · Mauritanië · Mauritius · Mexico · Micronesië · Moldavië · Monaco · Mongolië · Montenegro · Mozambique · Myanmar · Namibië · Nauru · Nederland · Nederlandse Antillen · Nepal · Nicaragua · Nieuw-Zeeland · Niger · Nigeria · Noord-Korea · Noorwegen · Oeganda · Oekraïne · Oezbekistan · Oman · Oostenrijk · Oost‑Timor · Pakistan · Palau · Palestina · Panama · Papoea-Nieuw-Guinea · Paraguay · Peru · Polen · Portugal · Puerto Rico · Qatar · Roemenië · Rusland · Rwanda · Saint Kitts en Nevis · Saint Lucia · Saint Vincent en Grenadines · Salomonseilanden · Samoa · San Marino · Sao Tomé en Principe · Saoedi-Arabië · Senegal · Servië · Seychellen · Sierra Leone · Singapore · Slovenië · Slowakije · Soedan · Somalië · Spanje · Sri Lanka · Suriname · Swaziland · Syrië · Tadzjikistan · Tanzania · Thailand · Togo · Tonga · Trinidad en Tobago · Tsjaad · Tsjechië · Tunesië · Turkije · Turkmenistan · Tuvalu · Uruguay · Vanuatu · Venezuela · Verenigde Arabische Emiraten · Verenigde Staten · Vietnam · Wit-Rusland · Zambia · Zimbabwe · Zuid-Afrika · Zuid-Korea · Zweden · Zwitserland